# Dornberg (Ansbach)
Dornberg (fränkisch: Dornbärch) ist ein Gemeindeteil der kreisfreien Stadt Ansbach (Mittelfranken, Bayern). Dornberg liegt in der Gemarkung Schalkhausen.

## Geografie
Südlich des Dorfes fließt der Höhenmühlbach, ein rechter Zufluss des Onolzbachs. Im Westen erhebt sich der Schloßbuck (498 m ü. NHN). Gemeindeverbindungsstraßen führen nach Neudorf (1 km nördlich), nach Schalkhausen zur Staatsstraße 2246 (1,5 km östlich) und direkt zur St 2246 (0,4 km südlich).

## Geschichte
Der Ort wurde 1181 als „Dorimberch“ erstmals urkundlich erwähnt. Der Ortsname leitet sich von einem gleichlautenden Flurnamen ab mit der Bedeutung Berg, der mit dornigem Gestrüpp bewachsenen ist. Das Adelsgeschlecht Dornberg hatte diesen übernommen und danach auch ihren Sitz, die Burg Dornberg, benannt.
Im Geographischen statistisch-topographischen Lexikon von Franken (1799) steht über den Ort Folgendes:

„1232 wurde er von den Grafen von Oettingen erkauft. Auf der dabey befindlichen steilen Anhöhe (lieset man in mehreren Erdbeschreibungen Ansbachs,) endecket man noch die alten Grundmauern der ehemaligen im Bauernkriege 1525 zerstörten weitläufigen Veste gleiches Namens. Im 13 Jahrhunderte bewohnten dieselbe noch die ausgestorbenen Grafen oder Advocaten von Dornberg. Von der Veste Dornberg sind gänzlich keine Ueberbleibsel mehr vorhanden. Die Grundmauern derselben wurden vor einigen Jahren zum Bau neuer Häuser daselbst verbraucht. Nur an dem Wall erkennt man noch die Lage der Veste.“

Im 16-Punkte-Bericht des Oberamtes Ansbach von 1684 wurden für Dornberg 14 Mannschaften verzeichnet, die alle das Hofkastenamt Ansbach als Grundherrn hatten. Das Hochgericht und die Dorf- und Gemeindeherrschaft übte das brandenburg-ansbachische Hofkastenamt Ansbach aus. Als Folge des Dreißigjährigen Krieges waren zu dieser Zeit noch 2 Höfe und 4 Güter öde.
Gegen Ende des 18. Jahrhunderts gab es in Dornberg 16 Anwesen: 5 Halbhöfe, 11 Söldengüter und ein Gemeindehirtenhaus. Das Hochgericht, die Dorf- und Gemeindeherrschaft sowie die Grundherrschaft über alle Anwesen übte weiterhin das Hofkastenamt Ansbach aus. Es gab zu dieser Zeit 15 Untertansfamilien. Von 1797 bis 1808 unterstand der Ort dem Justiz- und Kammeramt Ansbach.
Im Rahmen des Gemeindeedikts wurde Dornberg dem 1808 gebildeten Steuerdistrikt Schalkhausen und der 1811 gegründeten Ruralgemeinde Schalkhausen zugeordnet. Diese wurde am 1. Juli 1972 im Zuge der Gebietsreform in Bayern in die Stadt Ansbach eingegliedert.

### Boden- und Baudenkmäler
- Burgstall einer Höhenburg der Herren von Dornberg nördlich der Ortschaft[14]
- mittelalterliches Steinkreuz aus Sandstein im Ostteil des Ortes[14]

### Einwohnerentwicklung
| Jahr      | 001818 | 001840 | 001861 | 001871 | 001885 | 001900 | 001925 | 001950 | 001961 | 001970 | 001987 | 002018 |
| Einwohner | 87     | 94     | 89     | 83     | 88     | 86     | 69     | 102    | 85     | 93     | 155    | 203    |
| Häuser    | 17     | 20     |        |        | 17     | 18     | 15     | 16     | 19     |        | 42     | 69     |
| Quelle    | [ 16 ] | [ 17 ] | [ 18 ] | [ 19 ] | [ 20 ] | [ 21 ] | [ 22 ] | [ 23 ] | [ 24 ] | [ 25 ] | [ 26 ] | [ 1 ]  |

## Religion
Der Ort ist seit der Reformation evangelisch-lutherisch geprägt und bis heute nach St. Nikolaus (Schalkhausen) gepfarrt. Die Einwohner römisch-katholischer Konfession sind nach St. Ludwig (Ansbach) gepfarrt.